# Isaac Sacca
Isaac Sacca (Buenos Aires, 1964), líder religioso, Gran Rabino Sefardí de Buenos Aires, fundador y presidente de Menora, Organización Mundial para la Juventud.

## Biografía
Sacca es descendiente de judíos de Siria y Europa Oriental. Su bisabuelo, el rabino Abraham A. Sacca (1879-1969), nacido en Alepo (Siria) fue uno de los más grandes cabalistas del pueblo judío en Israel en los siglos XIX y XX y jefe del Tribunal Rabínico de Jerusalén de la comunidad judía oriunda de Siria.

### Estudios
Comenzó sus estudios religiosos avanzados en la Congregación Sefardí Yesod Hadat, la primera comunidad fundada en Buenos Aires por judíos provenientes de Alepo, bajo la guía de su maestro el Gran Rabino Isaac Chehebar. Continuó sus estudios en la academia talmúdica Porat Yosef en Jerusalén, donde se graduó en 1983. En 1989, fue ordenado como Rabino, tras haber cursado los estudios de posgrado en la Superior Academia Rabínica de Jerusalén Iehave Daat, dirigida por el gran rabino Ovadia Yosef. Es considerado uno de sus discípulos predilectos y seguidores de su línea.

### Líder comunitario
Comenzó a ejercer en 1989 como rabino al frente de la juventud de la Congregación Sefardí Yesod Hadat, bajo el liderazgo del Gran Rabino Isaac Chehebar. En dicha institución, se desempeñó como decano de la academia talmúdica Yeshibá Bet David, y fundó y dirigió el periódico comunitario Kesher Kehilatí entre los años 1990 y 1994.
En 1996, Sacca fundó junto a su hermano el rabino Gabriel Sacca la Organización Mundial para la Juventud, Menora, con sede central en Argentina y representaciones en varias ciudades del mundo. Esta organización nuclea a cientos de educadores y miles de jóvenes en diversos centros, establecimientos y programas para su formación ética, moral, de difusión y de esclarecimiento del judaísmo.
En 1997, Sacca fue promovido a gran rabino de la Asociación Comunidad Sefardí de Buenos Aires (ACISBA) por el gran rabino Ovadia Yosef y el gran rabino Eliyahu Bakshi-Doron, entonces gran rabino del Estado de Israel. ACISBA fue fundada en 1914 por judíos provenientes del antiguo Imperio Otomano, cuyos antepasados habían sido expulsados de Sefarad (España) en 1492.

### Publicaciones
El gran rabino Ovadia Yosef le encargó la realización y supervisión de las traducciones al español de gran parte de su obra, entre ellas todas las ediciones de la Hagadá de Pésaj Jazón Ovadia. Asimismo, Sacca realizó la versión en español del libro Torat Hamoadim: Normas y costumbres de las festividades de Israel.
Compiló el libro Izhak Ieranén, un pormenorizado trabajo de investigación sobre la jurisprudencia emitida por su maestro el gran rabino Isaac Chehebar en 40 años de su gestión como líder religioso en Argentina.
Dirigió la realización del trabajo enciclopédico talmúdico Otzar Mefarshe Jajme Aram Zoba al HaRambam, un compendio de comentarios de todos los talmudistas de Siria sobre la obra maestra de Maimónides, el Mishné Torá.
Sacca escribió los libros Siempre novios, Casher, cuerpo sano alma sana, ¿En qué creemos?, entre otros.
Ha publicado diversos ensayos, guías y artículos en distintos medios de comunicación sobre temáticas que aportan la perspectiva judía sobre diversos temas de actualidad, entre los que se destacan ensayos sobre leyes talmúdicas relacionados con las leyes del matrimonio, la fe, el aborto, la asimilación, la donación de órganos, la identidad judía, las crisis, los miedos, la educación de los hijos, la familia y el amor, entre otros.

### Reconocimientos
Ha sido reconocido internacionalmente por su actividad con la comunidad, en especial con la juventud, donde ha puesto sus mayores esfuerzos para su educación a través de los valores.
Por sus trabajos de estudios rabínicos, fue galardonado con el premio nacional israelí de Agudat Israel.
En el año 2010 su importante actividad fue objeto del premio de la asociación Yahad-In Unum fundada por el sacerdote Patrick Desbois.

### Acción Social
Es referente de escritores, educadores, pensadores y periodistas que lo consultan sobre la visión del judaísmo.
Es regularmente invitado por escuelas y universidades para brindar conferencias sobre temáticas que aportan la perspectiva judía sobre diversos temas de actualidad e interés general.
Promovió la creación de escuelas, centros de estudios y organizaciones benéficas en Latinoamérica, Israel y distintas partes del mundo y participa activamente en reuniones, foros y seminarios interreligiosos con el propósito de fomentar la paz y la armonía en la sociedad. Mantiene excelente diálogo y relación con todas las áreas del judaísmo y con líderes de otras religiones, entre ellos con el papa Francisco.
Dedica gran parte de su tiempo a instruir a la juventud, su máximo objetivo rabínico.
En 2019, inició Menora UP, un programa en conjunto entre Menora y la Universidad de Palermo, único en Latinoamérica, para promover el estudio académico universitario entre los judíos ortodoxos. El programa ofrece cuatro carreras y tiene un alumnado de más de 140 estudiantes.

### Prensa
El Rabino Isaac Sacca es un referente crucial dentro de la Comunidad Judía en Argentina y Latinoamérica, por su gran erudicción y destacado reconocimiento, siendo fuente de consulta de periodistas y varios medios de comunicación locales e internacionales como Infobae, La Nación, Perfil, TV Pública, A24, TVE, Jerusalem Post y BBC, entre otros.